# Martina Ullmann
Martina Ullmann ist eine deutsche Ägyptologin.

## Leben
Sie legte 1990 den Magister Artium (Hauptfach: Ägyptologie, Nebenfächer: Philologie des Christlichen Orients, Ethnologie) mit der Magisterarbeit Die Mittelstützenscheintür im Tempel – Ikonographie und Funktionsbestimmung ab. Von 1990 bis 1994 war sie wissenschaftliche Hilfskraft am Institut für Ägyptologie der LMU München mit dem Aufgabengebiet: Konzeption und Aufbau eines computergestützten Schlagwortkataloges für die Institutsbibliothek einschließlich der Schaffung eines eigenen Thesaurus für ägyptologische, koptologische und sudanarchäologische Literatur. Seit 1990 wirkt sie bei der Studentenbetreuung (Fachstudienberatung etc.), der Administration und Organisation am Institut für Ägyptologie München sowie bei der Öffentlichkeitsarbeit des Instituts mit. 
Von 1990 bis 1997 war sie Tutorin für Mittelägyptische Sprache am Institut für Ägyptologie in München. Als Lehrbeauftragte (1997–2001) unterrichtete sie am Institut für Ägyptologie der LMU München. Nach der Promotion 1998 (Hauptfach: Ägyptologie, Nebenfächer: Philologie des Christlichen Orients, Ethnologie) mit der Dissertation König für die Ewigkeit – Die Häuser der Millionen von Jahren. Eine Untersuchung zu Königskult und Tempeltypologie in Ägypten war sie von 1999 bis 2001 wissenschaftliche Mitarbeiterin am Institut für Ägyptologie der LMU München, Aufgabengebiet: wissenschaftliche und organisatorische Betreuung des AIGYPTOS-Projektes, das die Umstellung des seit 1990 am Münchner Institut aufgebauten Schlagwortkataloges auf ein modernes Datenbank-Retrievalsystem beinhaltete und die Bereitstellung der Daten im Internet. Die wissenschaftliche Assistentenstelle vertrat sie 2001 am Institut für Ägyptologie der LMU München. Von 2001 bis 2004 hatte sie eine Habilitationsstelle im Rahmen des Hochschul-Wissenschaftlerinnen-Programms am Ägyptologischen Institut der LMU München zum Thema Struktur und Funktion altägyptischer Tempel und die Herausbildung von Kultlandschaften während des Neuen Reiches. Damit verbunden war ein vierstündiges Lehrdeputat. Von 2004 bis 2007 war sie wissenschaftliche Mitarbeiterin am Ägyptologischen Institut der LMU München mit einem Lehrdeputat von fünf Unterrichtsstunden. Nach der Habilitation 2007 an der Fakultät für Kulturwissenschaften der LMU München mit der Habilitationsschrift Architektur und Dekorationsprogramm der ägyptischen Tempel des Neuen Reiches in Nubien – Eine Untersuchung zu Morphologie und Genese der Kultlandschaft Nubien. Band I: Nördliches Nubien, von Beit el-Wali bis Abu Oda wurde sie 2007 zur Privatdozentin für das Fach Ägyptologie an der LMU München ernannt. 2008 vertrat sie die wissenschaftliche Assistentenstelle am Institut für Ägyptologie der LMU München. 
An der Yale University war sie von 2008 bis 2010 Postdoctoral Associate for Egyptology and Bibliography am Department of Near Eastern Languages and Civilizations. Von Mai 2012 bis September 2014 vertrat sie die wissenschaftliche Assistentenstelle am Institut für Ägyptologie der LMU München. Von Oktober 2014 bis März 2015 vertrat sie die W 2-Professur für Ägyptische Archäologie und Kunstgeschichte am Institut für Ägyptologie der LMU München. Von April bis August 2015 vertrat sie die wissenschaftliche Assistentenstelle am Institut für Ägyptologie der LMU München. Am European Research Council beim Starting-Grant-Projekt Across ancient borders and cultures: An Egyptian microcosm in Sudan during the 2nd millennium BC war sie von April bis September 2015 wissenschaftliche Mitarbeiterin. 
Im September 2015 wurde sie zur außerplanmäßigen Professorin für Ägyptologie an der LMU München ernannt. Von Oktober 2015 bis September 2016 vertrat sie den Lehrstuhl für Ägyptologie an der Universität zu Köln.
Ihre Forschungsschwerpunkte sind ägyptische Tempelanlagen, insbesondere Fragen zu Architektur, Dekorationsprogramm, Theologie und Kult; Morphologie und Genese sakraler Landschaftsräume in Ägypten und Nubien und das ägyptische Königtum.

## Schriften (Auswahl)
- König für die Ewigkeit – die Häuser der Millionen von Jahren. Eine Untersuchung zu Königskult und Tempeltypologie in Ägypten (= Ägypten und Altes Testament. Band 51). Harrassowitz/Görg, Wiesbaden/München 2002, ISBN 3-447-04521-3 (zugleich Dissertation, München 1998).
- als Herausgeberin: Und eines Tages, da erbauten sie die Pyramiden – aber wie? Eine kleine Hommage an Frank Müller-Römer. Brose, Haar 2011, ISBN 978-3-9812000-6-5.
  - als Herausgeberin: Und eines Tages, da erbauten sie die Pyramiden – aber wie? Eine kleine Hommage an Frank Müller-Römer. 2. überarbeitete Auflage, Brose, Haar 2011, ISBN 978-3-9812000-8-9.
- als Herausgeberin: 10. Ägyptologische Tempeltagung. Ägyptische Tempel zwischen Normierung und Individualität, München, 29.–31. August 2014 (= Akten der Ägyptologischen Tempeltagungen. Band 5). Harrassowitz, Wiesbaden 2016, ISBN 3-447-10572-0.